# Torrelameo
Torrelameo (en catalán y oficialmente, Torrelameu) es un municipio de la comarca de la Noguera, en la provincia de Lérida, comunidad autónoma de Cataluña, España. Hasta mediados del siglo XIX era denominado como Torre de Meo.

## Blasonado

### Escudo
Escudo acantonado de gules, una torre donjonada de oro abierta acompañada de dos cruces de Malta de argén una a cada lado. Por timbre, una corona mural de pueblo.
Fue aprobado el 26 de julio de 1988.
La torre torreada es la señal parlante tradicional relativa al nombre del pueblo. También la cruz de Malta (el emblema de los hospitalarios) es un señal tradicional que aparece porque la población fue incorporada al obispado de Lérida y dada a la orden hospitalaria de San Juan de Jerusalén, tras su conquista a los musulmanes por Armengol VI de Urgel en 1147, 

## Geografía humana

### Demografía
Cuenta con una población de 766 habitantes (INE 2024).
| Gráfica de evolución demográfica de Torrelameu entre 1842 y 2021 |
| |
| Población de derecho según los censos de población del INE Población de hecho según los censos de población del INEEn estos censos se denominaba Torre de Meo: 1842 En estos censos se denominaba Torrelameo: 1857, 1860, 1877, 1887, 1897, 1900, 1910, 1920, 1930, 1940, 1950, 1960, 1970 y 1981 |

| 579                        | 729 | 644 | 600 | 628 |
| (Fuente: [cita requerida]) |     |     |     |     |

## Administración
| Periodo   | Nombre                                                                             | Partido             |
| --------- | ---------------------------------------------------------------------------------- | ------------------- |
| 1979-1983 | Emili Canela Rosell                                                                | Independiente       |
| 1983-1987 | Joan Rufat Cullerés                                                                | Independiente       |
| 1987-1991 | Joan Rufat Cullerés                                                                | CiU                 |
| 1991-1995 | Joan Rufat Cullerés                                                                | CiU                 |
| 1995-1999 | Joan Rufat Cullerés                                                                | CiU                 |
| 1999-2003 | Joan Rufat Cullerés                                                                | CiU                 |
| 2003-2007 | Núria Trullols Mulet                                                               | CiU                 |
| 2007-2011 | Núria Trullols Mulet ( 06/2007-12/2010 ) / Josep Folguera Naudí (01/2011-06/2011 ) | CiU / Independiente |
| 2011-2015 | Núria Trullols Mulet                                                               | CiU                 |
| 2015-2019 | Carles Comes i Marco                                                               | ERC                 |
| 2019-2023 | Carles Comes i Marco                                                               | ERC                 |

## Economía
La actividad económica principal del término municipal es la agricultura y en muy menor medida la ganadería. El cultivo predominante es el cultivo de regadío con cereales, como la cebada y el trigo, maíz, patatas y hortalizas, alfalfa, manzanos, perales, melocotoneros y viñas.

## Fiestas
- Fiesta Mayor - Celebrada el 20 de enero.